# التاريخ الاقتصادي للمملكة المتحدة

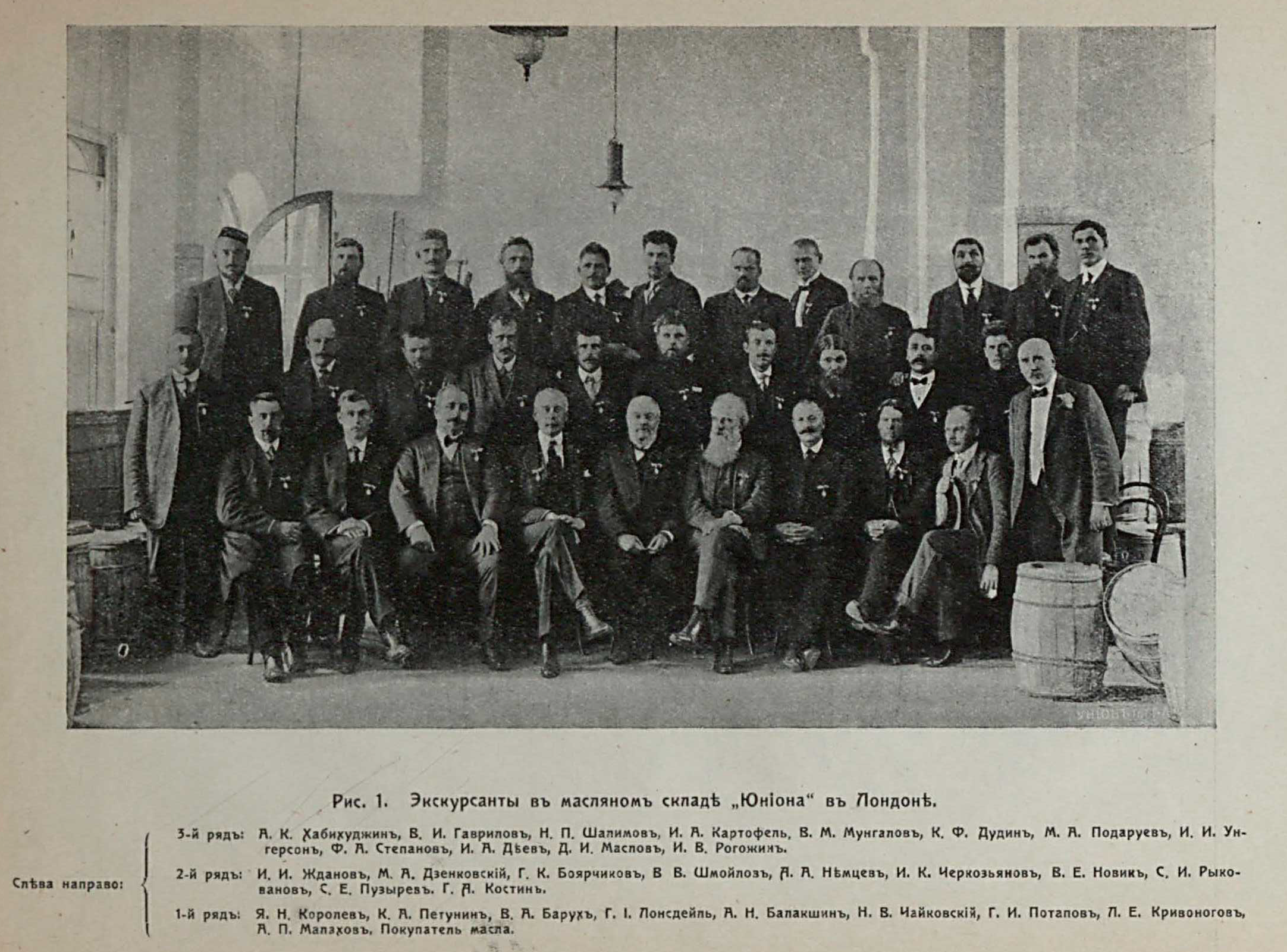
تجار من روسيا في مستودع زبدة جونو في لندن

يرتبط التاريخ الاقتصادي للمملكة المتحدة بالتطور الاقتصادي في الجزر البريطانية منذ ضم ويلز إلى إنجلترا بعد عام 1535 إلى أوائل القرن الحادي والعشرين.
خلال هذه الفترة كانت هناك تغييرات كبيرة في هيكلية المملكة المتحدة، وهي السمات الأساسية لكل من تنميتها الاقتصادية وتفسير تلك التنمية. تتشارك كل من اسكتلندا وإنجلترا وويلز منذ عام 1601 م نفس الملك، وكوّنت مع أيرلندا جمهورية موحدة، الكومنويلث، بين عامي 1653 و 1659. لم يولد الاقتصاد الموحد لإنجلترا واسكتلندا إلا بموجب قانون الاتحاد لعام 1707 الذي أعلن أن البلدين «متحدان في مملكة واحدة تحمل اسم بريطانيا العظمى». بين عامي 1801 و 1921، أدمجت المملكة المتحدة أيرلندا حتى أعلنت الدولة الأيرلندية الحرة استقلالها؛ تحول الاتحاد إلى المملكة المتحدة لبريطانيا العظمى وأيرلندا الشمالية. تفرض هذه التغييرات الحدودية على المؤرخين استخدام البيانات والتعاريف بعناية شديدة لضمان التوافق بين الوحدة الجغرافية المناسبة والمعلومات ذات الصلة.
أصبحت بريطانيا عمومًا وإنجلترا خصوصًا واحدة من أكثر المناطق الاقتصادية ازدهارًا في أوروبا بين عامي 1600 و1700، أدى التصنيع في المملكة المتحدة منذ منتصف القرن الثامن عشر إلى تطورات اقتصادية وصفها العديد من المؤرخين بأنها الثورة الصناعية البريطانية. جعلت هذه التطورات من المملكة المتحدة الاقتصاد المهيمن في أوروبا خلال النصف الأول من القرن التاسع عشر، وأبرز قوة صناعية في الاقتصاد العالمي وكيانًا سياسيًا رئيسيًا. كان الصناعيون البريطانيون من كبار المبتكرين في مجال الآلات مثل المحركات البخارية (للمضخات والمصانع وقاطرات السكك الحديدية والبواخر) ومعدات الغزل والنسيج وصناعة الأدوات. كان البريطانيون رائدين في نظام السكك الحديدية وصنعوا الكثير من المعدات التي بيعت لدول أخرى. كان رجال أعمالها روادًا في التجارة الدولية والأعمال المصرفية والشحن. كانت الإمبراطورية البريطانية العالمية ثمرة جهود كل هؤلاء. بعد عام 1840، تخلت الامبراطورية عن سياسة اقتصادية إتجارية واستبدلتها بـ«التجارة الحرة»، والتي تميزت بالقليل من التعريفات والقيود. حمت القوات البحرية الملكية القوية المصالح البريطانية والتجارة الدولية، في حين أن النظام القانوني البريطاني وفر أساسًا لحل النزاعات بطريقة غير مكلفة نسبيًا، وكانت مدينة لندن بمثابة العاصمة الاقتصادية ومركز ثقل الاقتصاد العالمي.
بين عامي 1870 و1900، ارتفعت الإنتاجية الاقتصادية لكل فرد من سكان المملكة المتحدة بنسبة 50% (من حوالي 28 جنيه استرليني للفرد الواحد إلى 41 جنيه استرليني عام 1900: زيادة سنوية في الدخل الحقيقي للفرد بنسبة 1%)، ما ترافق مع ارتفاع كبير في مستويات المعيشة. على الرغم من هذا النمو الاقتصادي الكبير، رأى بعض المؤرخين الاقتصاديين أن بريطانيا شهدت انخفاضًا اقتصاديًا نسبيًا في الثلث الأخير من القرن التاسع عشر مع حدوث التوسع الصناعي في الولايات المتحدة وألمانيا. عام 1870، كانت إنتاجية الفرد البريطاني ثاني أعلى إنتاجية في العالم، وتجاوزتها أستراليا فقط. عام 1914، كان دخل الفرد البريطاني ثالث أعلى دخل في العالم ولم تتجاوزه إلا نيوزيلندا وأستراليا. تتشارك هذه البلدان الثلاثة تراثًا اقتصاديًا واجتماعيًا وثقافيًا. عام 1950، كانت إنتاجية الفرد البريطاني أعلى بنسبة 30% من الأعضاء المؤسسين الستة في المجموعة الاقتصادية الأوروبية، وفي غضون 20 عامًا تجاوزته غالبية اقتصادات أوروبا الغربية.
كانت استجابة الحكومات البريطانية المتعاقبة لهذا الأداء الإشكالي بالبحث عن محفزات للنمو الاقتصادي داخل الاتحاد الأوروبي. دخلت بريطانيا المجموعة الأوروبية عام 1973. بعد ذلك، تحسن الأداء الاقتصادي النسبي للمملكة المتحدة بشكل كبير لدرجة أنه، عشية أزمة عام 2007، تجاوز دخل الفرد البريطاني، ولو بشكل هامشي، دخل الفرد الفرنسي والفرد الألماني. إضافة إلى ذلك، كان هناك انخفاض كبير في الفجوة بدخل الفرد بين المملكة المتحدة والولايات المتحدة الأمريكية. شهدت هذه الفترة أيضًا معدلات نمو اقتصادي مرتفعة في حوض المحيط الهادئ، إذ ظهرت اليابان وكوريا الجنوبية أولًا كاقتصادات كبرى في الوقت الذي أدت فيه العولمة إلى تنمية اقتصادية واسعة النطاق في الاقتصاد العالمي.

## القرنان السادس عشر والسابع عشر
خلال القرنين السادس عشر والسابع عشر، حدثت العديد من التغيرات الاقتصادية الأساسية، ما أدى إلى ارتفاع المداخيل ومهد الطريق للتصنيع. بعد عام 1600، استولت منطقة بحر الشمال على دور المركز الاقتصادي الرائد لأوروبا من البحر الأبيض المتوسط، الذي كان قبل هذا التاريخ، وخاصة في شمال إيطاليا، الجزء الأكثر تطوراً في أوروبا. استفادت بريطانيا العظمى والبلدان المنخفضة (بلجيكا وهولندا ولوكسمبورغ) على المدى الطويل من التوسع في التجارة بالمحيط الأطلسي وآسيا مقارنةً برواد هذه التجارة، إسبانيا والبرتغال، بسبب نجاح الشركات الخاصة في هاتين الدولتين الشماليتين على عكس النظم الاقتصادية المملوكة للدولة الأقل نجاحًا في أيبيريا.
بعد الموت الأسود الذي ضرب أوروبا منتصف القرن الرابع عشر والكساد الزراعي في أواخر القرن الخامس عشر، بدأ عدد السكان بالازدياد. أدى تصدير المنتجات الصوفية إلى تحسن اقتصادي مع تصدير المنتجات إلى البر الأوروبي. فاوض هنري السابع على معاهدة تجارية عام 1496 حتى جرى التوقيع عليها وباتت تعرف باسم «إنتركورسوس ماغنوس».
وصف المؤرخون في أوائل القرن العشرين الاقتصاد في تلك الفترة على انه كان يتّسم بالتراجع العام وإعادة التنظيم وتقلص النشاط الزراعي. في وقت لاحق، أسقط المؤرخون تلك الصفات وشددوا على التحولات بين أشكال القرون الوسطى والتطور في فترة حكم أسرة تيودور.
ترك جون ليلاند أوصافًا غنية عن الاقتصادات المحلية التي شهدها خلال رحلاته من عام 1531 إلى 1560. وصف الأسواق والموانئ والصناعات والمباني وخطوط النقل، وأظهر أن بعض المدن الصغيرة تتوسع من خلال فرص تجارية وصناعية جديدة، وخاصة صناعة القماش. وجد مدنًا أخرى في تراجع، وأشار إلى أن الاستثمار من قبل رواد الأعمال والمستفيدين مكّن بعض المدن الصغيرة من الازدهار. كانت الضرائب عاملاً سلبياً في النمو الاقتصادي حين فرضت، ليس على الاستهلاك، إنما على استثمارات رؤوس الأموال.

### نمو الموارد النقدية
صدّرت المستعمرات الإسبانية والبرتغالية في العالم الجديد كميات كبيرة من الفضة والذهب إلى أوروبا، أضيف بعضها إلى الموارد النقدية الإنجليزية. كان لهذا الأمر العديد من النتائج التي ساعدت جميعها على توسيع وتنمية الاقتصاد الإنجليزي، وفقًا للدكتور نونو بالما من جامعة مانشستر. شملت السمات الرئيسية لنمط النمو التخصص والتغييرات البنيوية وزيادة في المشاركة في السوق. زاد العرض الجديد من المسكوكات (الفضة والذهب) من المعروض النقدي. بدلاً من الكمبياليات التي سددتها كمبياليات مستقبلية، كانت المعاملات التجارية مدعومة بالمسكوكات المعدنية. خفض هذا الأمر تكاليف المعاملات وزاد تغطية السوق وفتح الحوافز والفرص للمشاركة في المعاملات النقدية. نشأ الطلب على السلع الفاخرة آسيوية المصدر مثل الحرير والتوابل، ما أدى إلى ظهور متطلبات جديدة في السوق. جعل العرض المتزايد للعقود عملية تحصيل الضرائب أسهل، ما سمح للحكومة ببناء القدرة المالية وتوفير السلع العامة.
تواجدت الضغوط التضخمية المختلفة خلال تلك الحقبة، وكان بعضها بسبب تدفق الذهب في العالم الجديد وارتفاع عدد السكان. كان للتضخم تأثير سلبي على الثروة الحقيقية لمعظم الأسر. مهد هذا الطريق للاضطرابات الاجتماعية مع اتساع الفجوة بين الأغنياء والفقراء كانت هذه الفترة فتر تغير كبير بالنسبة لغالبية سكان الريف، إذ بدأ الإقطاعيون بالتسييج.

### الصادرات
بدأت الصادرات بالازدياد بشكل كبير خلال هذه الفترة وبشكل خاص داخل الإمبراطورية البريطانية. تاجرت معظم الشركات المملوكة للقطاع الخاص مع المستعمرات في الهند الغربية وأمريكا الشمالية والهند.
جمعت شركة التجار المغامرين في لندن كبار التجار الأجانب في المدينة ضمن شركة خاضعة للتنظيم في أوائل القرن الخامس عشر، ضمن نظام أشبه بالنقابة. كان العمل الرئيسي لأعضائها هو تصدير القماش، خاصةً الصوف الأبيض (غير المصبوغ)، ما مكنهم من استيراد مجموعة كبيرة من البضائع الأجنبية.

### صناعة الصوف
كان القماش الصوفي أكبر مصدر وأهم مصدر للتوظيف بعد الزراعة. كان العصر الذهبي لصناعة صوف ويلتشير في عهد هنري الثامن. خلال فترة العصور الوسطى، صُدّر الصوف الخام، لكن إنجلترا أصبحت لديها اخلال هذين القرنين صناعة تعتمد على 11 مليون رأس من الأغنام. اشترت لندن وباقي المدن الصوف من التجار، وأرسلوه إلى الأسر الريفية التي حولته بدورها إلى قماش. قاموا بغسل الصوف وتمشيطه وغزله خيوطًا حُوّلت فيما بعد قطعًا من القماش صدّره التجار إلى هولندا وألمانيا وغيرها من الدول.
تسبب تدخل الحكومة في القطاع بكارثة في أوائل القرن السابع عشر. أقنعت شركة جديدة البرلمان بأن ينقل إليهم الاحتكار الذي تتمتع به الشركة القديمة للمغامرين التجاريين، بحجة أن تصدير القماش غير المكتمل كان أقل ربحية بكثير من تصدير المنتجات الجاهزة. حصلت الشركة الجديدة على مبتغاها، فحظر البرلمان تصدير القماش غير المكتمل. حلّت المصيبة بالسوق، فتراكمت كميات كبيرة من البضائع غير المباعة وانخفضت الأسعار وارتفعت البطالة. الأسوأ من ذلك كله هو قيام الهولنديون بالانتقام، فرفضوا استيراد أي منتجات قماشية جاهزة من إنجلترا. انخفضت الصادرات بمقدار الثلث. رُفع الحظر بسرعة، وعاد الاحتكار للتجار المغامرين، لكن الخسائر كانت لا تُعوّض.

### النظم الغذائية
يعتمد النظام الغذائي لشخص ما على طبقته الاجتمعاية. أكل الأغنياء اللحوم (البقر، الغنم، الخنازير والغزلان) أما الفقراء فكان طعامهم خبزًا داكنًا مع قليل من اللحم في المناسبات والأعياد. شرب الجميع الخمر لأن الماء لم يكن في الاغلب صالحًا للشرب. نادرًا ما كانت الفواكه والخضروات تؤكل. استخدم الأغنياء التوابل لإخفاء رائحة اللحوم المملحة القديمة. لم تكن البطاطا جزءًا من النظام الغذائي في ذلك الوقت. استمتع الأغنياء بالحلويات مثل الفطائر والكعك والمشروبات.
كانت النظم الغذائية للأغنياء والفقراء على حد سواء غير متوازنة، وبالتالي كانوا جميعًا يعانون من مشاكل في التغذية. تسبب نقص الخضروات والفواكه في وجباتهم الغذائية في نقص فيتامين سي، ما أدى في بعض الأحيان إلى داء الاسقربوط.
ازدهرت التجارة والصناعة في القرن السادس عشر، ما جعل إنجلترا أكثر ازدهارًا وتحسن مستوى معيشة الطبقات العليا والمتوسطة. مع ذلك، فإن الطبقات الدنيا لم تستفد كثيرًا ولم يكن لديها دائمًا ما يكفيها من الطعام. بما أن الإنجليز كانوا يعتمدون على المنتجات الزراعية الخاصة بهم، تسبب سوء المحاصيل في تسعينيات القرن السادس عشر بأزمة واسعة النطاق.
تحسنت الإمدادات الغذائية في القرن السابع عشر. لم تشهد إنجلترا أي أزمة غذائية من عام 1650 إلى عام 1725، وهي فترة كانت فيها فرنسا عرضة للمجاعات بشكل كبير. يشير المؤرخون إلى أن أسعار الشوفان والشعير في إنجلترا لم ترتفع عندما كان محصول القمح سيئًا، لكنها في المقابل كانت ترتفع في فرنسا.

### الفقر
عاش ثلث البريطانيين تقريبًا في حالة فقر، وكان يُتوقع دومًا أن يقدم الأثرياء صدقات لمساعدة الفقراء العاجزين. كان قانون تيودور قاسيًا على الفقراء القادرين على العمل، أي أولئك الذين لم يتمكنوا من العثور على عمل. أولئك الذين تركوا أبرشياتهم من بحثًا عن عمل في الخارج سُموا مشردين وواجهوا عقوبات منها الجلد والسجن.

## القرن الثامن عشر
كان القرن الثامن عشر مزدهرًا، إذ وسع رواد الأعمال نطاق أعمالهم في جميع أنحاء العالم. بحلول العشرينيات من القرن العشرين، كانت بريطانيا واحدة من أكثر الدول ازدهارًا في العالم، وقد تباهى دانييل ديفو بذلك قائلًا:
نحن أكثر «دولة مجتهدة في العالم. التجارة الشاسعة، المصنوعات الغنية، الثروة الهائلة، المراسلات العالمية، والنجاح السعيد كانت من رفقاء إنجلترا الدائمين، ومنحتنا لقب الشعب المثابر.»
في حين كانت القوى الكبرى الأخرى مدفوعة في المقام الأول نحو المكاسب الإقليمية وحماية سلالاتهم (مثل سلالات هابسبورغ وبوربون، وبيت هوهينزوليرن في بروسيا)، كان لبريطانيا مجموعة مختلفة من المصالح الأساسية. كان هدفها الدبلوماسي الرئيسي (إلى جانب حماية الوطن من الغزو) هو بناء شبكة تجارية عالمية لتجارها ومصنعيها وشاحنيها ومموليها. يتطلب تحقيق هذه المصالح وجود قوة بحرية ملكية مهيمنة قوية للغاية، بحيث لا يمكن لأي منافس أن يكتسح سفنها من طرق التجارة العالمية أو أن يفكر حتى بغزو الجزر البريطانية. عززت حكومة لندن القطاع الخاص من خلال دمج العديد من الشركات التي تمول من القطاع الخاص ومقرها لندن لإنشاء وظائف تجارية، كما أسسوا شركات الاستيراد والتصدير في جميع أنحاء العالم. كانت كل شركة من تلك التي أسسوها تحتكر التجارة للمنطقة الجغرافية المحددة لها أو المتواجدة فيها. أول مؤسسة كانت شركة موسكوفي التي تأسست عام 1555 بغرض التجارة مع روسيا. من بين الشركات البارزة الأخرى شركة الهند الشرقية وشركة خليج هدسون في كندا. تأسست شركة «المغمرون الملكيون للتجارة في افريقيا» عام 1662 لتجارة الذهب والعاج والعبيد في إفريقيا. أعيد تأسيسها باسم الشركة الملكية الأفريقية عام 1672 وركزت على تجارة الرقيق. كان لانخراط بريطانيا في كل الحروب الأربع الكبرى، من 1740 إلى 1783، ثمارًا تجارية. حتى فقدان بريطانيا  لمستعمراتها الثلاثة عشر عُوض بعلاقة تجارية مواتية للغاية مع الولايات المتحدة الأمريكية الجديدة. اكتسب البريطانيون هيمنة في التجارة مع الهند وسيطروا إلى حد كبير على تجارة الرقيق والسكر والتجارة المربحة للغاية في غرب إفريقيا والهند الغربية. ارتفعت الصادرات من 6.5 مليون جنيه إسترليني عام 1700 إلى 14.7 مليون جنيه إسترليني عام 1760 و 43.2 مليون جنيه إسترليني عام 1800. وضعت قوى أخرى احتكارات مماثلة، لكنها كانت على نطاق ضيق، فقط هولندا أعطت التجارة أهمية بقدر الأهمية التي كانت تعلقها بريطانيا عليها.
حققت معظم الشركات البريطانية أرباحًا جيدة وحقق رجال الأعمال ثروات شخصية هائلة في الهند. غير أن فشلًا كبيرًا واحدًا تسبب بخسائر فادحة. كانت ساوث سي بابل مؤسسة تجارية انفجرت بسبب فضيحة. كانت شركة تجارية خاصة يفترض أنها أنشئت مثل الشركات التجارية الأخرى وكان تركيزها على أمريكا الجنوبية. أما غرضها الفعلي، فكان إعادة التفاوض على القروض الحكومية مرتفعة الفوائد والتي بلغت 31 مليون جنيه إسترليني، من خلال التلاعب في السوق والمضاربة. أصدرت أسهمًا أربع مرات عام 1720 التي تداول بها واشتراها حوالي 8000 مستثمر. استمرت الأسعار بالارتفاع كل يوم، من 130 جنيهًا استرلينيًا للسهم إلى 1000 جنيه إسترليني، فحقق العاملون في الشركة أرباحًا ورقية هائلة. انهارت الفقاعة وانفجرت في ليلة واحدة، وسقط معها المضاربون. أظهرت التحقيقات أن الرشاوى أصابت أعلى الهرم في الشركة، حتى الملك نفسه. تمكن رئيس وزرائه روبرت والبول من القضاء على الفضيحة بأقل قدر من الأضرار السياسية والاقتصادية، لكن العديد ممن خسروا اموالهم إما سافروا، أو انتحروا.

## القرن التاسع عشر
كانت بريطانيا في القرن التاسع عشر أغنى دول العالم وأكثرها تقدمًا. تضاعف الناتج المحلي الإجمالي الحقيقي للفرد تقريبًا في التسعين عامًا بين 1780 و1870 ووصل إلى 3263 دولارًا للفرد. كان هذا الرقم أكبر بمقدار الثلث مقارنة بحصة الفرد الأمريكي من الناتج المحلي في الولايات المتحدة، و70% أكثر من نظيره في كل من فرنسا وألمانيا. كان الاقتصاد البريطاني هو الأكثر اعتمادًا على الصناعة وكان القطاع الصناعي فيه هو الأكبر حجمًا والأكثر تقدّمًا، إذ كان ثلث السكان يعملون في الصناعة بحلول عام 1870 (في الوقت نفسه كان سدس القوى العاملة في الولايات المتحدة يعمل في التصنيع). بلغ مستوى الطاقة البخارية القابلة للقياس (في كل من الصناعة وقطارت السكك الحديدية) 7600 حصان عام 1880 ولم تتفوق عليه إلا الولايات المتحدة. كانت نسبة التحضر مرتفعة لدرجة أنه بحلول عام 1901 كان 80% من السكان البريطانيين يعيشون في المدن. وصل عدد البلدات التي يزيد عدد سكانها عن 50.000 إلى 32 مدينة بين عامي 1847-1850 أي ضعف مقابله في ألمانيا وحوالي خمس مرات الرقم في الولايات المتحدة. بحلول عام 1901، حققت 74 مدينة بريطانية الحد الأدنى البالغ 50000 من السكان.

### التجارة الحرة
بعد العام 1840، تخلت بريطانيا عن الإتجارية والتزمت بالتجارة الحرة فتراجعت الرسوم الجمركية. تجلى الأمر بإلغاء قوانين الذرة عام 1846، والتي فرضت تعرفة جمركية على الحبوب المستوردة. فتح التخلي عن هذه القوانين السوق البريطانية أمام المنافسة غير المقيدة، فانخفضت أسعار الحبوب وأصبح الطعام أكثر وفرة. من خلال إعادة فرض ضرائب الدخل عام 1842 بمعدل 7 بنسات على الجنيه للدخل الذي يزيد عن 150 جنيهًا استرلينيًا، تمكنت حكومة السير روبرت بيل من التعويض عن خسارة الإيرادات وإلغاء رسوم الاستيراد على أكثر من 700 مُنتج.
من العام 1815 حتى العام 1870، جنت بريطانيا فوائد كونها أول دولة صناعية حديثة في العالم. وصفت المملكة نفسها بأنها «ورشة العالم»، وهذا يعني أن سلعها الجاهزة أُنتجت بكفاءة وبتكلفة منخفضة بحيث يمكنها في كثير من الأحيان أن تتغلب على منافساتها من السلع المصنعة المماثلة في أي سوق آخر تقريبًا. إذا كانت الظروف السياسية في إحدى المناطق الخارجية مستقرة بما فيه الكفاية، كان بإمكان بريطانيا أن تهيمن على اقتصادها من خلال التجارة الحرة وحدها دون الحاجة للجوء إلى الحكم الرسمي المباشر أو الإتجارية، كما كانت بريطانيا توفر نصف احتياجات السلع المصنعة لدول مثل ألمانيا وفرنسا وبلجيكا والولايات المتحدة. بحلول عام 1820، ذهبت 30% من صادرات بريطانيا إلى إمبراطوريتها، ليرتفع الرقم ببطء ويبلغ 35% بحلول عام 1910. حتى أواخر القرن التاسع عشر، ظلت الهند جوهرة بريطانيا الاقتصادية من حيث الواردات والصادرات. عام 1867، عندما بلغ إجمالي الصادرات البريطانية إلى إمبراطوريتها 50 مليون جنيه إسترليني، كانت السوق الهندية وحدها تشكل 21 مليون جنيه إسترليني. تأتي أستراليا في المرتبة الثانية بعد الهند بواردات تجاوزت 8 ملايين جنيه استرليني، تليها كندا بـ 5.8 مليون جنيه إسترليني وهونج كونج بـ 2.5 مليون جنيه استرليني وسنغافورة بـ مليوني استرليني ونيوزيلندا بـ 1.6 مليون جنيه إسترليني. على الرغم من أن هذه الأرقام كانت مهمة، إلا أنها تمثل ما يزيد قليلًا عن ثلث إجمالي الصادرات البريطانية، وهي نفس النسبة خلال أكثر من أربعين عامًا مضت.
بصرف النظر عن الفحم والحديد، كان لا بد من استيراد معظم المواد الخام بحيث كانت الواردات الرئيسية في الثلاثينيات من القرن الماضي هي (بالترتيب): القطن الخام (من الجنوب الأمريكي) والسكر (من جزر الهند الغربية) والصوف والحرير والشاي (من الصين) والأخشاب (من كندا) والنبيذ والكتان والجلود الكبيرة والصغيرة. بحلول عام 1900، ارتفعت حصة بريطانيا العالمية إلى 22.8% من إجمالي الواردات. بحلول عام 1922، ارتفعت حصتها العالمية إلى 14.9% من إجمالي الصادرات و28.8% من الصادرات المصنعة.

#### الزراعة
جنت السوق الحرة للمواد الغذائية المستوردة، والتي كانت العامل الأساس وراء إلغاء قوانين الذرة عام 1846، فوائد طويلة الأجل للمستهلكين البريطانيين مع زيادة الإنتاج الزراعي العالمي. في البداية، تمكنت الزراعة البريطانية، من خلال إنتاجيتها المتفوقة، من الصمود حتى مع ازدهار الزراعة العالمية بعد إلغاء قوانين الذرة، على عكس التحذيرات التي ساقها ملاك الأراضي الذين حذروا من الخراب. بحلول سبعينيات القرن التاسع عشر، بدأ السعر العالمي للحبوب بالانخفاض بشكل كبير بعد انفتاح الغرب الأوسط للولايات المتحدة والمناطق الداخلية في كندا على الزراعة الآلية. مقترنًا بانخفاض تكاليف النقل العالمية، انخفض متوسط سعر الحبوب. أدى ذلك إلى خفض تكلفة المعيشة ومكّن بريطانيا من تلبية مطالب السكان المتزايدين بنسب متسارعة (تضاعفت واردات الحبوب ثلاث مرات في الفترة بين 1870 و1914، بينما نما عدد السكان بنسبة 43% بين عامي 1871 و1901). كما تسبب هذا الانفتاح بالكساد الكبير للزراعة البريطانية في الريف بحلول أواخر سبعينيات القرن التاسع عشر، حين أدت سلسلة من مواسم المحاصيل السيئة إلى جانب أسعار الحبوب الأجنبية الرخيصة مقارنة بالمحلية إلى تراجع كبير في القطاع الزراعي البريطاني. تضررت المناطق المنتجة للقمح مثل إيست أنجليا بشكل خاص، حيث انخفضت زراعة القمح الإجمالية من 13% من الإنتاج الزراعي عام 1870، إلى 4% عام 1900. طالب ملاك الأراضي بإعادة تطبيق قوانين الذرة لحماية الزراعة المحلية، لكن هذا الاقتراح رفضه رئيس الوزراء بنيامين دزرايلي، الذي قال إن العودة إلى الحمائية ستهدد تفوق الصناعة البريطانية.
إضافة إلى الركود العام في الطلب، أدت زيادة المكننة في الزراعة البريطانية، والتي تميزت بإدخال آلات الدرس بالبخار والجزازات والحصادات، إلى زيادة البطالة في الارياف. كانت النتيجة تسارع وتيرة الهجرة إلى المدن والبلدات الكبيرة حيث الوظائف في الصناعة والمنازل متوفرة. انخفضت القوى العاملة من الذكور في الريف بنسبة 40% بين عامي 1861 و1901، في الوقت الذي انخفضت فيه مساهمة الزراعة في الثروة الوطنية من 20.3% في عام 1851 إلى 6.4% فقط بحلول عام 1901. لم ينطبق الركود فقط على المواد الغذائية، لكنه طال منتجي الصوف كذلك.